# Архіметаболія
Архіметаболі́я (від грец. ἀρχι — старший та metabole —перетворення ) — тип метаморфозу, притаманний одноденкам та щетинкохвостим.

## Стадії архіметаболії
Йому притаманні такі стадії: яйце → передличинка → личинка → наяда → субімаго → імаго.

### Передличинка
Передличинка має гомономну сегментацію, недорозвинені антени і хвостові нитки, прості вічка. Після линяння вона перетворюється на личинку.

### Личинка
У личинки сформовані антени, хвостові нитки, фасеткові очі, є зачатки трахейних зябер. Після 5-6 линянь з'являються зачатки крил і личинка перетворюється на наяду.

### Наяда
Протягом стадії наяди редукуються ротовий апарат, кишечник заповнюється повітрям і перетворюється на аеростатичний апарат, інтенсивно розвиваються крила і статева система.

### Субімаго
Ця стадія характеризується наявністю розвинених крил, тобто від імаго вона відрізняється недорозвиненою статевою системою. Після линяння субімаго перетворюється на імаго.

### Імаго
Імаго має повністю розвинені і функціонуючі органи розмноження і пов'язані з ним структури.